# 粗茎毛兰
粗茎毛兰（学名：Eria amica），也叫小脚筒兰，为兰科毛兰属下的一种附生兰，分布于中国云南和南亚地区。

## 扩展阅读
- 維基物種上的相關：粗茎毛兰